# Аманд фон Бузек
Фридрих Франц Лудвиг фон Бузек (на немски: Friedrich Franz Ludwig von Buseck, Amand von Buseck; * 2 февруари 1685, Епелборн, Саарланд, † 4 декември 1756, Фулда, Хесен) е под името Аманд фон Бузек от 1737 г. княжески абат на манастир Фулда, от 1752 г. първият княжески епископ на Фулда.

## Произход и духовна кариера
Аманд фон Бузек е най-възрастният син на Фхилип Франц Едмунд фон Бузек и съпругата му Мария Антония Амалия, родена фон Фехенбах.
През 1695 г. той отива при чичо си Бонифаций фон Бузек във Фулда. През 1697 г. започва да учи там в йезуитската гимназия. През 1704 г. влиза в абатство Фулда. През 1708/1709 г. в Ерфурт е ръкоположен за свещеник. През 1710 г. е приет в абатство Фулда. През 1728 г. папа Бенедикт XIII го прави титуларен епископ на Фулда. През 1736 г. става ректор (Rector Magnificus) на новооснования от йезуитите университет Фулда. След седмата година е избран за княжески игумен (абат) на Фулда. През 1752 г. става княжески епископ.
Фон Бузек е активен при коронизацията на императрица Мария Терезия.